# 패러독스 인터랙티브
패러독스 인터랙티브(Paradox Interactive)는 프레드릭 웨스터 (Fredrik Wester)을 CEO로 두고, 스웨덴 스톡홀름에 본사를 두고있는 역사게임을 유통하는 게임 유통사이다. 자회사로 패러독스 개발 스튜디오를 두고 있으며, 패러독스 개발 스튜디오에서 개발한 게임과 더불어 여러 게임 제작사의 게임들을 유통 하고 있다. 패러독스 인터렉티브는 1995년 스웨덴의 Target Games의 부서로 시작하였으며, 1999년에 패러독스 인터랙티브로 분사하게 된다. 그후 2012년 패러독스 개발 스튜디오를 분사시키고 타 게임 제작사에서 개발한 게임들의 유통쪽에 초점을 더 두고 있다.

## 출시작

### 하츠오브아이언시리즈
- 하츠오브아이언
- 하츠오브아이언2
- 하츠오브아이언3
- 하츠오브아이언4